# 増田さと子
岸本 さと子（きしもと さとこ、旧姓：増田。1978年3月7日 - ）は、日本の俳優・フリーアナウンサー・日本語教師。

## 人物・経歴
新潟県新発田市出身。
小田原女子短期大学 幼児教育学科を卒業後、保育士として3年間幼児教育に携わる。その後アナウンサーを志し、国際音楽エンタテイメント専門学校に入学した。専門学校でアナウンス技術を学びながらテレビ新潟の番組リポーターとして活動を始める。任期満了後　新潟放送でタレント活動、テレビ長崎と琉球放送のアナウンサー(報道記者兼務)を経て、フリーアナウンサーとなった。
2010年4月からは、大阪芸術大学芸術学部 放送学科に3年次編入し、岩崎富士男教授に師事した。
2018年10月からは、俳優として活動するために、福岡県の芸能事務所JOKER Entertainmentで行われている秦秀明アクティングコーチのWSや演技レッスンに参加し演技を学び始めた。その後、2020年7月〜2021年7月まで、Ivana chubbuck WS Japanの白石哲也・真弓紗織アクティングコーチに師事。
また2021年からは、BNAWのボビー中西アクティングコーチに師事してメソッド演技法であるマイズナーテクニックを学び始め、2023年からはアップスアカデミーで本格的に英語演技を始めている。
2023年9月から、PAA(Pearlman Acting Academy)Asiaのメンバーとなった。
2024年9月より株式会社マリアクレイス(東京)、Aso style office (福岡)に所属している。

## 免許・資格など
- 普通自動車免許・日本語教師免許（420時間修了）・調理師免許・保育士免許・幼稚園教諭二種免許 ・日本漢字能力検定2級・秘書技能検定2級・メンタルケアカウンセラーの資格を持つ。
- テレビ長崎時代に、第22回 FNSアナウンス大賞で奨励賞を受賞。
- 99年度ミスあやめ花嫁人形(観光親善大使）として、故郷の観光PRに貢献した。
- 琉球放送時代のブログで オリジナル料理のレシピを多数載せていて、2010年には、料理＆エッセイ本を出版している。

## 主な出演番組

### 琉球放送
- ザ・ニュース/フラッシュニュース（キャスター）
- PaBoo！/ちゅらグルメ(MC)
- RBC News i (キャスター）
- 音夜一夜(メインパーソナリティー）
- さとの愛リクエスト(メインパーソナリティー）

### テレビ長崎
- FNNニュース/ニュース855/ニュース最終版(キャスター）
- KTNスーパーニュース（メインキャスター）
- 「FNN九州・沖縄スーパーニュース年末スペシャル」でフジテレビの境鶴丸アナウンサーと共にメインキャスターを担当した。

### 新潟放送
- ニュースワイド (お天気キャスター）
- ミュージックポスト（アシスタントパーソナリティ）

### テレビ新潟
- すこやか新潟 (リポーター）
- OH!すすめTeny(リポーター)

## 映画・ドラマ
- 映画「千の風になって」（2004年公開）金秀吉監督
- 海外映画祭9冠受賞作品　短編映画「％　寝不足少女殺人事件」（2021年公開）萱野孝幸監督
- 長崎県Webドラマ「介護の仕事を選んで欲しいわけじゃない」(2021年公開) 金山典彦監督
- 映画「断捨離パラダイス」(2023年公開) 萱野孝幸監督

## ナレーション
- JR九州 9つの物語D＆S列車

- 京阪電車　寝屋川車両基地へようこそ

## 著書
- しあわせのタネ（2010年3月、ボーダーインク社刊）